# Masquerade (Eric Saade-album)
A Masquerade az első stúdióalbuma a svéd énekes Eric Saadenek. Megjelenésére 2010. május 19-én került sor Svédországban.

## Számok
|     | Cím                      | Szerző(k)                                                                              | Hossz |
| --- | ------------------------ | -------------------------------------------------------------------------------------- | ----- |
| 1.  | Masquerade               | Eric Saade, Anton Malmberg Hård af Segerstad & Tony Malm                               | 3:42  |
| 2.  | Upgrade                  | Alexander Jonsson, Björn Djupström & Charlie Mason                                     | 3:08  |
| 3.  | Break of Dawn            | Eric Saade & Fredrik Kempe                                                             | 3:32  |
| 4.  | It's Gonna Rain          | Fredrik Kempe                                                                          | 3:56  |
| 5.  | Manboy                   | Fredrik Kempe & Peter Boström                                                          | 3:01  |
| 6.  | Say It                   | Gustav Efraimsson, Hayden Bell & Sarah Lundbäck                                        | 3:34  |
| 7.  | Sleepless                | Fredrik Kempe & Peter Boström                                                          | 3:24  |
| 8.  | I'll Be Alright          | Eric Saade, Dimitri Stassos, Mikaela Stenström & Jason Gill                            | 3:17  |
| 9.  | Radioactive              | Dimitri Stassos & Mikaela Stenström                                                    | 3:58  |
| 10. | Why Do We Need Fashion!? | Eric Saade, Anton Malmberg Hård af Segerstad & Niclas Lundin                           | 3:19  |
| 11. | It's Like That With You  | Alexander Kronlund, Stephanie Bentley, Gustav Efraimsson, Hayden Bell & Sarah Lundbäck | 4:32  |

## Dalok
- "Sleepless" első kislemez volt az albumba, 44. volt a Svéd Singles Chart-on.
- "Manboy" második kislemez volt az albumba. A dal a harmadik helyet szerezte meg a 2010-es Melodifestivalenen, és 1. volt a Svéd Singles Chart-on.
- "Break of Dawn" harmadik kislemez volt, 45. volt a Svéd Singles Chart-on.

## Megjelenés
| Ország     | Dátum           | Kiadó           | Forma                         | Verzió  |
| ---------- | --------------- | --------------- | ----------------------------- | ------- |
| Svédország | 2010. május 19. | Roxy Recordings | CD/Download\|Digital Download | Eredeti |

## Fordítás
Ez a szócikk részben vagy egészben  a   Masquerade (Eric Saade album) című angol Wikipédia-szócikk fordításán alapul.  Az eredeti cikk szerkesztőit annak laptörténete sorolja fel. Ez a jelzés csupán a megfogalmazás eredetét és a szerzői jogokat jelzi, nem szolgál a cikkben szereplő információk forrásmegjelöléseként.